# Elliott Galkin
Elliott Washington Galkin, né en 1921 et mort le 25 mai 1990, est un professeur de musique, critique et chef d'orchestre américain. Il est critique musical au Baltimore Sun de 1962 à 1977 et le directeur de l'Institut Peabody de 1977 à 1982. Il est l'auteur d'un livre sur la direction d'orchestre.

## Biographie

### Jeunesse
Elliott Galkin naît en 1921 à Brooklyn, New York. Un de ses oncles est le violoniste Jascha Heifetz. Elliott Galkin est diplômé du Brooklyn College, il obtient une maîtrise et un doctorat de l'Université Cornell et étudié auprès de Nadia Boulanger au Conservatoire de Paris,.

### Carrière
Elliott Galkin commence sa carrière en tant que professeur de musique au Goucher College. Il rejoint l'Institut Peabody à Baltimore en 1957 , puis en devient le directeur de 1977 à 1982,.
Il est critique musical au Baltimore Sun de 1962 à 1977, et président de la Music Critics Association de 1975 à 1977,. Il reçoit le prix ASCAP-Deems Taylor pour ses critiques.
Il dirige occasionnellement l'Orchestre symphonique de Baltimore. Il est l'auteur d'un livre sur la direction d'orchestre en 1988 
Elliott Galkin meurt le 25 mai 1990 à Baltimore dans le Maryland, à l'âge de 69 ans,.

## Publication
- (en) A History of Orchestral Conducting in Theory and Practice, New York City, Pendragon Press, 1988 (ISBN 9780918728449, OCLC 869061584)